# L'Éther Vague

L’Éther Vague est une revue de poésie et une maison d’édition basée à Toulouse, active entre 1975 et 2007 et animée par Patrice Thierry.

## Historique

### La revue (1975-1985)
La revue L’Éther Vague est fondée par Patrice Thierry et quelques amis, dont Jean-Pierre Tardif, en 1975 à Toulouse. Le titre est un clin d'œil aux éditions Le Terrain vague d'Éric Losfeld ; le V de Vague est toujours majuscule, il s'agit autant de la Vague que d'un qualificatif pour l'Éther. L’Éther Vague est une revue de poésie et d’images, sous influence à la fois de Paracelse, des symbolistes, d’Antonin Artaud, des poètes du Grand Jeu. Elle publie des textes en occitan d’une part, notamment ceux de Bernard Manciet, et des textes en français d’autre part. La revue a pour sous-titre : revue des fuites. Elle se dote bientôt d’une structure associative, PARAGE, acronyme pour « Présence Associative de Recherche, Art et Géographie de l’Errance ».
On peut lire dans L’Éther Vague : Gilles Elbaz, Philippe Malou, Joan-Pèire Tardiu, Luc-Olivier d’Algange, Bernard Manciet, Élie-Charles Flamand, Alain Mercier, Patrice Thierry, Robert Liris, Christine Imbert, Felipe Angelau, Frédérick Tristan, F.J. Ossang, Michel de Ghelderode, Juan Rulfo, Armand Gatti, Marcel Moreau, etc.
On peut y voir des images de Patrice Thierry, Gilles Briaud, Éliette Dambès, H. Wakan, etc.
Peu à peu, les numéros, une dizaine en tout, prennent de l’épaisseur ; à partir des années 1980, il s’agit de livres proprement dits.

### La maison d’édition (1983-1998)
Une pièce de Henri Lopez, des nouvelles et romans d’un Italien du début du XXe siècle, découvert et traduit par Jean-Pierre Tardif : Federigo Tozzi. Tout d’abord Trois Croix, qui raconte la faillite d’une librairie, ce qui faisait dire à Patrice Thierry qu’il ne pouvait plus rien lui arriver de désastreux puisqu’il avait commencé par la fin. Parmi les premiers livres, un roman de Marcel Moreau : Issue sans issue. Marcel Moreau, sans doute le principal soutien de Patrice Thierry et de L’Éther Vague. L’adresse des éditions à Paris est celle de Marcel Moreau. Au 17, rue de Rivoli, bien des rendez-vous auront lieu, bien des projets se développeront.
Autre soutien et compagnon, Armand Gatti, qui a séjourné à Toulouse de 1983 à 1985 au sein d’une structure de création fondée pour l’occasion : L’Archéoptérix. Patrice Thierry participe à l’aventure au titre de poète et d’acteur. Parage et L’Éther Vague sont accueillis à l’Archéoptérix pour des soirées musicales et poétiques. C’est donc très naturellement que Patrice Thierry devient l’éditeur d’Armand Gatti.
Le psychohistorien Robert Liris fait publier à L’Éther Vague des livres sur Glozel, et il signe un essai sur la symbolique des sceaux officiels à l’époque de la Révolution.
Patrice Thierry publie aussi le poète mauricien Malcolm de Chazal, une de ses passions d’adolescence. Puis il reçoit des manuscrits de jeunes auteurs, il publie ainsi les premiers livres de Julien Bosc, de Christiane Renauld, de Sophie Buyse, notamment. En 1994, il publie le journal de guerre de Maurice Blanchard, Danser sur la corde, un gros ouvrage présenté par le poète Pierre Peuchmaurd.
Le poète Patrice Beray, animateur de la revue Delta, station blanche de la nuit, se rapproche de Patrice Thierry, et il introduit un certain nombre de poètes dans la collection, notamment Guy Cabanel, Michel Conte, André de Richaud, Benjamin Fondane (coédité avec Paris-Méditerranée).
Patrice Thierry préconise l’éclatement des genres, il publie des ensembles littéraires et picturaux, des livres « hors catégories » réunissant artistes et auteurs. On peut trouver ainsi des livres où sont associés Bernard Saby et Armand Gatti, Jean-David Moreau et Marcel Moreau, Robert Lagarde et Guy Cabanel, Jorge Camacho et Guy Cabanel, Marc Trivier et Marc Quaghebeur, Roger Gilbert-Lecomte et ses amis du Grand Jeu, Pierre Minet et les mêmes amis du Grand Jeu, Patrick Riou et Dominique Autié, Patrick Riou et Bruno Ruiz.
Après des années difficiles, les éditions commencent à prendre une vitesse de croisière avec un rythme de parution de 6 à 8 ouvrages par an. Cependant, au printemps 1996, Patrice Thierry est victime d’un accident vasculaire cérébral. Il reste deux ans dans le coma, avant de mourir le 7 avril 1998, à 46 ans.

### Les Amis de L’Éther Vague (1998-2007)
Ses amis se réunissent dans une nouvelle association, Les Amis de L’Éther Vague, animée par Jean-Claude Leroy et Roger Roques. En 1999, l’association publie un livre hommage : Portrait de l’éditeur en montreur d’ours, Patrice Thierry, ouvrage collectif regroupant une bonne partie des auteurs proches de L’Éther Vague. À l’occasion de la sortie du livre, une exposition se tient à la librairie Ombres blanches, à Toulouse.
Par la suite Les Amis de L’Éther Vague rééditent un récit de Marcel Moreau : Le bord de mort ; un premier roman d’Yvan Serouge : Ceux qui restent, un ensemble de poèmes de Guy Benoît : Pas tout à la fin.
En 2003, à l’occasion d’une exposition à l’hôtel de Tonnac, à Gaillac (Tarn), un livre-catalogue est publié, il réunit trois artistes complices de L’Éther vague : Éliette Dambès, Gilles Briaud, Jean-David Moreau. Le texte Tectonique des corps est de Marcel Moreau.
L’année 2003 est celle de la reprise du fonds L’Éther Vague par les éditions Verdier. C’est au sein du catalogue Verdier que l’association publie encore deux ouvrages. En 2005, paraît La Lettre-mélancolie, fac-similé d’une lettre de Théroigne de Méricourt à Danton, datée de 1801 ! Elle est présentée par Jackie Pigeaud. En 2006, Patrice Beray signe ce qui sera le dernier livre publié par L’Éther Vague : un essai sur la poésie de Benjamin Fondane : Benjamin Fondane au temps du poème.
L’association est dissoute en 2007.

### Sources bibliographiques
- Jean-Claude Leroy in Foldaan no 8 (1987) : L'Éther Vague et ses héros.
- Serge Safran in Le Magazine littéraire (1996) : Patrice Thierry, éditeur.
- Jean-Claude Leroy in Décharge no 99 (1998) : Lettre.
- Dominique Autié in La Dépêche du Midi (12 avril 1998) : Une dernière Celtique pour Patrice Thierry[6].
- Patrice Beray in revue Le Cerceau (1998) : Patrice Thierry, alchimiste éditeur.
- Revue Tiens no 5 (1998) et no 11 (2003).
- Marcel Moreau in revue Sémaphore no 3 (1998) : Patrice.
- Jean-Pierre Tardif in Portrait de l'éditeur en montreur d'ours, Patrice Thierry (Les Amis de L'Éther Vague, 1999) : Étincelles errantes.